# Friedrich Christian Göring
Friedrich Christian Göring (* 26. März 1736 in Löbejün; † im November 1791 in Demmin) war ein evangelischer Theologe und Generalsuperintendent in Pommern.

## Leben und Wirken
Friedrich Christian Göring wurde als Sohn des Pfarrers und Inspektors Carl Friedrich Göring und Dorothea Sophie Buntebart geboren. Von 1746 bis 1754 erhielt er Unterricht im Waisenhaus Halle (Saale) und studierte von 1754 bis 1757 an der dortigen Universität Theologie.
Im Jahre 1759 wurde er Konrektor an der St. Martinsschule und Prediger an der Hospitalkirche zum Heiligen Geist in Halberstadt. 1763 war er Feldprediger im Regiment des Generals und Gouverneurs von Hülsen. 1764 dann übernahm er die 4. Predigerstelle an der Petrikirche in Berlin.
Friedrich Christian Göring heiratete am 9. März 1780 die Baruther Superintendententochter Johanna Sophie Friederike Elisabeth Kunth.
Nach 11-jähriger Tätigkeit in Berlin erhielt Göring den Ruf als Generalsuperintendent von Pommern in Stettin und gleichzeitig als Konsistorialrat sowie Visitator des dortigen Gymnasiums. Er übernahm das Amt von Gottfried Christian Rothe und hatte es 16 Jahre bis zu seinem Tode inne.
Sein Nachfolger wurde Gottlieb Ringeltaube.